# Rosa Carolina Castro
Rosa Carolina Castro Castro más conocida como Rosita Castro (3 de febrero de 2002) es una deportista mexicana que compite en atletismo adaptado. Ganó una medalla de bronce en los Juegos Paralímpicos de Tokio 2020 en la prueba de lanzamiento de disco (clase F38) al lograr una distancia de  33.73 metros.
En 2024 ganó  medalla de oro en el Grand Prix Xalapa 2024 y participó en los Juegos paralímpicos de París cerrando en la quinta posición con 34.50 metros. 

## Palmarés internacional
| Juegos Paralímpicos | Juegos Paralímpicos | Juegos Paralímpicos | Juegos Paralímpicos |
| Año                 | Lugar               | Medalla             | Prueba              |
| ------------------- | ------------------- | ------------------- | ------------------- |
| 2020                | Tokio (Japón)       | Medalla de bronce   | Disco F38           |